# Aéroport d'Apia
L'aéroport international Faleolo (code IATA : APW • code OACI : NSFA) est un aéroport situé à 40 km à l'ouest d'Apia, la capitale des Îles Samoa. Jusqu'en 1984, Faleolo ne pouvait pas accueillir d'avions plus gros qu'un Boeing 737. Les services longs-courriers de l'époque allaient à Pago Pago, dans les Samoa américaines. Depuis l'expansion de l'aéroport, la majorité du trafic international utilise maintenant Faleolo.

## Situation
| Apia-Faleolo Asau Fagali'i |

## Compagnies aériennes et destinations
| Compagnies                       | Destinations              |
| -------------------------------- | ------------------------- |
| Air New Zealand                  | Auckland                  |
| Fiji Airways                     | Honolulu, Nadi            |
| Fiji Airways opéré par Fiji Link | Suva-Nausori              |
| Inter Island Airways             | Pago Pago                 |
| Samoa Airways                    | Auckland, Sydney-K. Smith |
| Talofa Airways                   | Pago Pago                 |
| Virgin Australia                 | Brisbane, Sydney-K. Smith |